# Crossogyna elongella
Crossogyna elongella là một loài Rêu trong họ Jungermanniaceae. Loài này được (Taylor) Schljakov mô tả khoa học đầu tiên năm 1975.